# Кызыл-Джар
Кызыл-Джар — (кирг. Кызыл-Жар) посёлок городского типа в Кыргызстане. Подчинён администрации города Таш-Кумыр, Джалал-Абадская область. Расположен в 26 км от города и железнодорожной станции Таш-Кумыр.
Статус посёлка городского типа с 1952 года.
В городе псих-лечебница.

## Население
| 1959 | 1970 | 1979 | 1989 | 2011 |
| ---- | ---- | ---- | ---- | ---- |
| 2095 | 2457 | 3238 | 4002 | 2700 |